# Allan Jones (football)
Pour les articles homonymes, voir Allan Jones (homonymie) et Jones.
Allan Jones est un footballeur puis entraîneur anglais, né le 6 juillet 1940 en Angleterre. Après une modeste carrière au poste de défenseur central du milieu des années 1950 au milieu des années 1960, il devient rapidement entraîneur.
Il dirige notamment Blyth Spartans AFC et Darlington FC en Angleterre, plusieurs clubs du Moyen-Orient et les sélections des Bermudes et de Nouvelle-Zélande masculine et féminine. Il entraîne également Central United FC et Auckland City FC avec qui il remporte trois titres de champion de Nouvelle-Zélande.

## Biographie
Allan Jones intègre les rangs professionnels de Wolverhampton Wanderers au milieu des années 1950. Défenseur central de niveau modeste, il ne dispute aucune rencontre en équipe première. Il évolue ensuite à Bristol City où, là aussi, il n'effectue aucune apparition en professionnel.
Il rejoint l'encadrement de Bristol City en 1968, dirigé alors par Alan Dicks, puis devient entraîneur de Blyth Spartans AFC, club de Northern Premier League à l'âge de 30 ans. Le 1er avril 1972, il est recruté par Darlington FC, club de quatrième division anglaise, situé dans la zone de relégation et qui vient de connaître deux entraîneurs depuis le début de saison. Son premier match à la tête de l'équipe se termine sur une victoire quatre buts à zéro sur Workington AFC et, après trois autres victoires et trois matchs nuls sur les huit dernières rencontres, le club termine finalement 19e du championnat. La saison suivante, le club connaît un début de championnat difficile et il est remercié de son poste début décembre après un match nul zéro but partout face à Crewe Alexandra FC, le club étant alors en position de dernier de la division.
Allan Jones devient en 1973 sélectionneur des Bermudes, poste qu'il occupe jusqu'en 1975. Lors des Jeux d'Amérique centrale et des Caraïbes disputés en 1974, l'équipe termine troisième du tournoi de football. Il retourne alors en Angleterre pour entraîner Trowbridge Town FC, club évoluant en Division One South de la Southern Football League et ce, jusqu'en 1977.
En 1979, il rejoint la Nouvelle-Zélande pour devenir directeur technique national à la Fédération de Nouvelle-Zélande de football pour au départ un contrat de trois ans. Il dirige notamment l'équipe de Nouvelle-Zélande des moins de 19 ans ainsi que l'équipe nationale lors du tournoi Merdeka pendant que la sélection dirigée par John Adshead dispute la qualification pour la Coupe du monde 1982. Au départ de John Adshead après la Coupe du monde en Espagne, il devient à son tour sélectionneur et dirige l'équipe pendant deux saisons. Il cumule lors de sa seconde saison ce poste avec celui de directeur technique national.
Directeur technique de la Confédération d'Océanie de football de 1985 à 1987, il rejoint ensuite le Moyen-Orient et dirige les clubs d'Al Jahra FC et d'Al Kuwait FC. Il retourne en Nouvelle-Zélande en 1989 pour prendre en charge l'équipe de Nouvelle-Zélande des moins de 20 ans. Il reste six ans à ce poste avant de repartir au Moyen-Orient et d'entrainer successivement les clubs qatariens d'Al Shamal FC de 1995 à 1998 puis Al Rayyan FC jusqu'à la fin de la même saison. il rejoint ensuite l'encadrement d'Al Wasl FC aux Émirats Arabes Unis puis entraîne Oman Club de 2001 à 2003.
Allan Jones retourne ensuite en Nouvelle-Zélande comme entraîneur de Central United FC en décembre 2003. Il rejoint ensuite Auckland City FC et remporte deux championnats de Nouvelle-Zélande en 2005 et 2006 ainsi que la Coupe des champions d'Océanie 2006. Il quitte le club sur ses succès et prend en charge l'équipe de Nouvelle-Zélande féminines en août 2006 mais, victime d'une entorse de la cheville à l'entraînement, il renonce à son poste. Il revient cependant à la tête d'Auckland City FC en décembre pour diriger l'équipe lors de la Coupe du monde des clubs de la FIFA. L'équipe disposée en 4-4-2 perd ses deux matchs de groupe. Il intègre en 2012 le directoire d'Heartland Wairarapa.